# 김이환 (1945년)
김이환(1942년 4월 5일 ~)은 대한민국의 방송기관단체인이다. 2013년 기준으로 방통위 방송광고균형발전위원회 위원장을 맡고 있다.

## 학력
- 보문고등학교
- 중앙대학교 정치 학사
- 서울대학교 문학 석사
- 성균관대학교 언론학 박사

## 경력
- 2003 - 2010 한국광고주협회 상근부회장
- 1988 - 2003 아남그룹 아남반도체 사장
- 1980 - 1986 연합통신 광고사업국장

## 주요활동
- 2013 - 현재 방통위 방송광고균형발전위원회 위원장
- 2012 - 현재 2018 평창동계올림픽대회 조직위원회 자문위원
- 2011 - 현재 미디어영상교육진흥센터 이사장
- 2010 - 2013 중앙대학교 신문방송대학원 객원교수(미디어와 광고)
- 2010 - 2011 한국SDL개발원 원장
- 2009 - 2010 YTN 시청자위원회 부위원장
- 2008 - 2009 EBS 시청자위원회 위원
- 2007 - 2008 MBC브랜드관리위원회 위원장
- 2007 - 2008 전경련 국제경영원(IMI) 자문교수
- 2007 - 현 재 브랜드평판연구소 연구이사
- 2006 - 2008 문화관광부 국제문화산업교류재단 감사
- 2008 - 2009 문화관광부 한국간행물윤리위원회 자문위원
- 2006 - 2008 산업자원부 산업표준심의위원회 위원
- 2005 - 2010 공정거래위원회 표시광고자문위원
- 2005 - 2013 전경련 중소기업 경영자문위원
- 2005 - 2006 한국방송학회 산학협동이사
- 2004 - 2010 전국경제인연합회 사회공헌위원회 자문위원
- 2004 - 2005 KBS시청자위원회 위원
- 2002 - 2008 중앙대학교 광고홍보학 겸임교수
- 2002 - 2010 (사)한국ABC협회 기금관리위원장
- 2001 - 2007 한국광고단체연합회 광고산업발전대책위원회 위원
- 2000 - 2005 한국광고자율심의기구 부회장
- 2000 - 2001 국제PR협회(IPRA) 한국대표
- 1999 - 2000 한국홍보학회 부회장
- 1999 - 2010 네이버 뉴스캐스트 옴부즈맨 자문위원
- 1999 한국홍보학회 부회장
- 1999 이화여자대학교 정책과학대학원 외부겸임교수
- 1997 외무부 한국국제협력단(코이카) 자문위원
- 1997 한국통신학회 산학협동이사
- 1998 제46차 세계광고주대회 집행위원장
- 1998 서울대학교 경영연구소 초빙연구임원
- 1996 제7대 한국PR협회 회장
- 1994 - 2009 한국광고단체연합회 감사
- 1990 한국신문연구원 재단이사
- 1987 - 1988 동아생명 광고,홍보,마케팅 이사
- 1967 - 1980 롯데/남양유업 광고,홍보,마케팅 과장
- 1964 - 1966 ROTC 제 2기  육군소위

## 상훈
- 유공광고인 국민포장(제6725호) (1996)
- 한국 광고인대상(1997)
- 중앙언론문화상(1998)
- 한국 PR대상(1998)
- 한국언론대상(2002)
- 화관문화훈장(제179호)(2008)
- 자랑스런 중앙인상(2011)